# Gnoma boisduvali
Gnoma boisduvali là một loài bọ cánh cứng trong họ Cerambycidae.